# Melpomene
 For alternative betydninger, se Melpomene (flertydig). (Se også artikler, som begynder med Melpomene)
Melpomene er muse for tragediedigtning i den græske mytologi. Datter af Zeus – gudernes konge – og Mnemosyne – hukommelsens eller erindringens gudinde.